# 박세채
박세채(朴世采, 1631년 ~ 1695년 3월 19일 (음력 2월 5일))는 조선국 의정부 좌의정 등을 지낸 조선의 문신이다.

## 주요 이력
본관은 반남(潘南), 자는 화숙(和叔), 호는 남계(南溪), 현석(玄石)이다. 현석은 그가 살았던 한양의 지명(마포구 현석동)에서 따온 것이다. 이언적, 이황, 이이, 송시열, 김집과 함께 조선시대 문묘와 종묘에 종사된 6현 중 하나이다. 시호는 문순(文純)이다.
청음 김상헌, 김집의 문인이다. 회니시비(懷尼是非)를 계기로 송시열과 윤증이 갈등하자 양자를 화해시키려 노력했으나 실패한다. 1694년부터는 대동법의 재실시를 주장하여 전국으로 확대시켰다. 서인이었다가 허새(許璽)의 옥사를 계기로 서인이 노론과 소론으로 분당되자 소론을 결성하고 소론의 영수가 되었다.
보통 노론의 정치적 입장에 우호적이었으며, 유학자들의 학통을 서술, 기록한 《동유사우록》(東儒師友錄)을 집필하여 조선시대 성리학자, 유학자들의 계보를 신라시대까지로 소급, 파악하였다. 이는 유학의 뿌리를 송나라 이후로 보려는 조선후기의 통상적인 견해와 다른 것이었다.

## 생애

### 생애 초반
1631년 한성부 창동우제(倉洞寓第)에서 형조판서 박동량의 손자이자 교리(校理) 박의(朴猗)의 아들로 태어났다. 원두추(元斗樞)의 사위이며 원두표는 처가 일족이었다. 같은 서인 소론인 박세당의 친족이다. 김상헌, 김집의 문인이다.
그의 가계(家系)는 명문세족으로 증조부 박응복(朴應福)은 대사헌, 할아버지 박동량은 형조판서를 지냈다. 또한 『사변록(思辨錄)』을 저술하여 문제가 된 박세당이나, 박태유(朴泰維), 인현왕후 폐위에 반대하다 화를 당한 박태보 등은 박세채와 당내간의 친족이었다. 또한 우암 송시열의 손자 송순석(宋淳錫)은 그의 사위였고, 윤선거와 윤증 역시 사돈간이었다. 그는 이러한 가계와 척분에 따라 중요 관직에 나아가 정국운영에 참여하였으며, 정치현실의 부침에 따라 수난을 겪기도 하였다.
후대의 연암 박지원과 박명원, 박규수, 박영효 등도 그의 일족으로 남계의 방계 후손들이었다.

### 수학
그는 일찍이 이이를 사숙, 이이의 《격몽요결》(擊蒙要訣)로써 학문을 출발했으며 평생 이이를 존경하였다. 1638년(인조 16) 아버지 박의에게 글을 배우며 가학을 수학하다가 김집과 청음 김상헌의 문하에서 성리학을 본격적으로 배웠다. 그 뒤 18세 때 성균관에 들어갔으며, 성균관 유생 시절에 이이와 성혼의 문묘(文廟) 종사(從祀)와 추대를 주장, 영남유생 유직(柳稷)이 이들의 문묘종사를 반대하는 상소를 올렸다. 이에 대해 박세채는 유직의 상소의 부당성을 신랄하게 비판하는 글을 내었는데, 이에 대한 효종의 비답(批答)이 남인 유생을 옹호하는 것이었으므로 이에 분개하였다. 그 뒤 허목 등 이이·성혼의 문묘 종사에 대하여 반대하는 세력들을 비판, 공격하다가 조선 효종의 꾸지람을 듣고서 성균관 수학 2년만에 과거를 단념하고 과거 공부를 포기하였다.
그 뒤 성균관을 나와 다시 청음 김상헌의 문하에 찾아가 성리학을 연구하고 송시열, 송준길과도 학문 교류를 하였다. 그는 서인이 노론과 소론으로 분당될 때 소론으로 당쟁에 끼여들었으나 황 극 탕평설을 주장하면서 중립과 당쟁의 근절에 노력하였다. 그는 당대의 유종(儒宗)으로서 특히 예학에 밝았다.

### 예송 논쟁
1659년(효종 11년) 봄에 학행으로 천거받아 익위사세마(翊衛司洗馬)가 되어 출사하였다.
1659년 효종이 죽고 자의대비의 복상 기간을 놓고 1차 예송논쟁이 일어나자 기년복설을 주장한 서인의 입장을 지지하였다. 그는 당초 허목과 윤휴의 견해도 일단 수용하자는 입장이었으나 윤선도의 상소 이후 송시열, 송준길의 예론을 무조건 지지하였다. 1674년 2차 예송논쟁에서 서인이 패하고 남인이 집권하자 파직당하고 양근으로 유배되었다.

### 유배 생활과 복권
이후 6년간 유배 생활을 하였으며, 저술과 후학 교육에 전념하였으나 배소가 여러번 옮겨지면서 지평(砥平), 원주, 금곡(金谷) 등지를 전전하며 유배생활을 하기도 하였다.
유배생활 중 그는 소학, 근사록, 대학, 중용 등 사서육경의 본문 구절 중 어려운 부분을 쉽게 풀이해서 해설한 《독서기》(讀書記)를 저술하였다. 이어 『춘추』에 대한 정자(程子), 주자의 해설을 토대로, 20여 문헌에서 보충자료를 수집, 추가한 춘추보편(春秋補編)을 출간하였고, 성리학의 수양론 가운데 가장 핵심개념인 경(敬)에 대한 선유(先儒)의 제설(諸說)을 뽑아 엮은 《심학지결》(心學至訣)등의 책을 집필하였다.
1680년 경신대출척으로 서인이 다시 집권하자 복관, 등용되어 사헌부집의(執義), 동부승지, 이조참의 등을 지냈다. 숙종 초기에 귀양에서 돌아와서는 송시열과 정치적 입장을 같이하였으나 노·소 분열 이후에는 윤증(尹拯)을 두둔하고 나아가 소론계 학자들과 학적 교류와 활동을 하였다.

### 소론의 영수

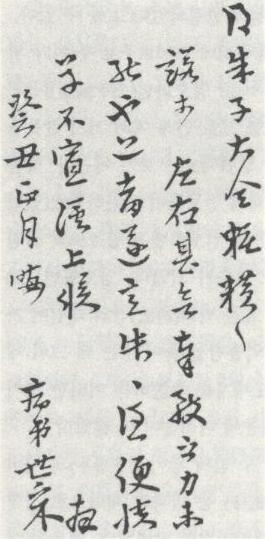
박세채 필적

그 뒤 허새의 옥사를 계기로 서인이 노론과 소론으로 분당되자 나량좌 등과 함께 소론을 결성하고 소론의 영수가 되었다.
1684년(숙종 10년) 윤선거의 묘갈명 때문에 벌어진 회니논쟁(懷尼論爭)에서 그는 송시열과 윤증의 화해를 주선하려 노력했으나 실패했다. 이후 노론과 소론의 대립과정에서 박세채는 『황극탕평론』(皇極蕩平論)을 발표해 서인 내부의 파당적 대립을 막으려 했으나 실패하고 결국 소론의 편에 서게 되었다.
허영 허새의 옥사가 무고, 날조로 밝혀지자 그는 사건을 무고, 확대시킨 김익훈, 김석주의 처벌을 주장했다. 이 때 그는 공조참판, 대사헌, 호조참판, 이조참판을 지냈다. 1683년 김익훈, 김석주의 처벌문제를 놓고 서인이 노론과 소론으로 분당되자 윤증, 나량좌, 최석정(崔錫鼎), 박세당, 남구만 등과 소론의 지도자가 되었다. 그러나 인현왕후를 폐위시키려는 남인에 대한 적개심은 버리지 않았고, 1694년 노론의 김춘택 등에 협력하여 남인 축출을 지지한다.
1688년에는 이조판서가 되었지만 숙종의 무리한 원자책봉에 반대하다가 유배를 당했지만, 곧 복직하여 우참찬이 되었다. 그러나 기사환국으로 사직한다.
갑술환국으로 서인이 집권하고 소론이 주도권을 잡게 되자 우의정이 되었고 이후 의정부좌의정에 발탁되었다. 소론의 힘으로 좌의정이 되었지만 이후에는 '시비명변(是非明辨) 후의 탕평론(蕩平論)'과 '벽이단(闢異端)'을 강조하는 노론의 정치적, 학문적 입장을 지지하였다. 그가 교유한 인물과 초기의 문인들은 대부분 소론이었고, 송시열 등 일부 노론도 있었다. 그런데 그가 노론의 입장을 지지한 것을 두고 그가 죽은 뒤에 김간(金幹), 김구, 어유구, 어유봉, 김상로 등 그의 문하생 대부분이 소론을 탈당하고 노론으로 이탈하는 원인으로 해석하기도 한다.
1694년 그는 남구만, 윤지완 등과 함께 이이, 성혼에 대한 성균관 문묘종사 문제를 문묘종사 쪽으로 확정시키는 데 크게 기여하였으며, 김육의 대동법의 재실시를 적극 주장하여 전국 확산에 기여하였다.

### 생애 후반
숙종 후반에 송시열이 사사(賜死)되고 윤증도 출사하지 않자 조정에서 산림학자를 대표하는 위치에 있게 되면서 붕당간의 조정에 힘을 기울여 탕평론을 적극 개진하였다. 일부 소론으로부터 노론의 주장에 지나치게 영합한다는 비판을 받으면서도 탕평론을 주장하였다. 그의 탕평론은 선조대에 이이가 주장한 조제보합설(調劑保合說)을 모범으로 한 것으로서 황극탕평설(皇極蕩平說)로 구체화되었으며, 영조·정조대에 이르러 탕평책을 시행할 수 있는 중요한 기반을 제공하였다. 그러나 그가 송시열과 사돈간이라는 이유를 들어 그의 견해를 따르지 않는 소론계 인사들도 있었다.
저서로는 《남계집》이 있다. 성리학 이론에 해박하여 신라시대부터 조선시대 중기까지 유학자들의 학통을 서술, 기록한 《동유사우록》(東儒師友錄)을 집필하여 조선시대 성리학자, 유학자들의 계보를 신라시대까지로 소급, 파악하였다. 예학 지식에도 해박하여 《남계예설》(南溪禮說) 《삼례의》(三禮儀) 《육례의집》(六禮疑輯) 등 많은 예학서를 저술하였다.

### 사후
그가 죽자 문인(門人)들 중 상복을 입고 3년상과 시묘살이를 한 이들이 2백여인이나 되었다. 윤증이나 박세당과는 달리 송시열과 크게 충돌하지 않았으므로 사후에도 별 탈이 없었다. 바로 숙종의 묘정에 종사되었으며, 1764년(영조 40년) 집권 노론의 반대와 여러 논란 끝에 영조에 의해 성균관 문묘에 종사(從祀)되었다.

## 저서
많은 저술 외에 70여 권의 문집, 논어·맹자의 찬요, 유현들의 사우 연원을 수록한 책 등 후진들에게 귀중한 문헌을 남겼다.
- 《범학전편》
- 《남계집 (南溪集)》
- 《삼례의》
- 《남계수필록 (南溪隨筆錄)
- 《남계설 (南溪說)
- 《동유사우록 (東儒師友錄)》
- 《범학금편 (範學金編)》
- 《육례의집 (六禮疑輯)》
- 《삼례의 (三禮儀)》
- 《남계독서기 (南溪讀書記)》
- 《시무만언봉사 (時務萬言封事)》
- 《숭효록 (崇孝錄)》
- 《춘추보편 (春秋補篇)》
- 《반양이선생유고 (潘陽二先生遺稿)》
- 《삼선생유화 (三先生遺畵)》
- 《심학지결 (心學至訣)》
- 《주자대전습유 (朱子大全拾遺)》
- 《자록규해 (自鹿規解)》
- 《우계속집 (牛溪續集)》
- 《염락풍아 (濂洛風雅)》
- 《퇴계어록 (退溪語錄)》
- 《율곡속외별집 (栗谷續外別集)》

## 가족 관계
- 고조부 : 박소(朴紹)
  - 증조부 : 박응복(朴應福)
    - 할아버지 : 박동량(朴東亮)
      - 백부 : 박미(朴瀰)
      - 백모 : 정안옹주 - 선조의 서녀
        - 사촌형님 : 박세교(朴世橋)
          - 조카 : 박태만(朴泰萬)
          - 조카 : 박태두(朴泰斗)
          - 조카 : 박태길(朴泰吉)

      - 숙부 : 박유(朴濰)
      - 숙부 : 박자(朴澬)
      - 고숙 : 이명한(李明漢)
      - 고숙 : 홍처심(洪處深)
      - 고숙 : 유성오(柳誠吾)
      - 부친 : 박의(朴猗)
      - 모친 : 신흠(申欽)의 딸 - 조사석의 이모, 영풍군부인 신씨(숭선군 처)의 고모
      - 처부 : 원두추(元斗樞)
        - 부인 : 원주 원씨(原州元氏)
          - 장남 : 박태은(朴泰殷)
          - 차남 : 박태여(朴泰輿)
          - 삼남 : 박태정(朴泰正)
          - 사남 : 박태회(朴泰晦) - 영조 8년 노비로 강등
            - 손자 : 박필위(朴弼渭) - 박태은(朴泰殷)에게 양자로 입계

          - 딸 : 신성하(申聖夏)에게 출가
            - 외손자 : 신방(申昉)
            - 외손녀 : 심정신(沈廷紳)에게 출가

          - 딸 : 송순석(宋淳錫)에게 출가 - 송시열의 손부

## 기타
같은 소론에 속하는 박세당, 박태보 등은 그의 일족이었다. 그의 아호 중 현석은 그가 태어난 한성부의 한 지명에서, 남계는 그가 만년에 기거한 경기도 파주(坡州)의 한 시내 이름에서 각각 따온 것이다.

## 같이 보기
| - 노론 - 소론 - 박세당 - 윤증 - 송시열 - 송준길 - 김익훈 - 윤휴 | - 서인 - 경신환국 - 김집 - 이경석 - 박태보 - 남계 박세채 영정 |

### 종묘·문묘 배향 6현
- 이언적
- 이황
- 이이
- 김집
- 송시열
- 박세채

## 박세채를 연기한 배우
- 박종관 - 1988년 조선왕조 오백년 인현왕후, MBC 드라마
- - 1995년 장희빈, SBS 드라마
- 맹호림 - 2002년 장희빈, KBS 2TV 드라마

## 참고 문헌
- 《현종실록》
- 《숙종실록》
- 《연려실기술》
- 이 문서에는 다음커뮤니케이션(현 카카오)에서 GFDL 또는 CC-SA 라이선스로 배포한 글로벌 세계대백과사전의 내용을 기초로 작성된 글이 포함되어 있습니다.